# Pepitarutor

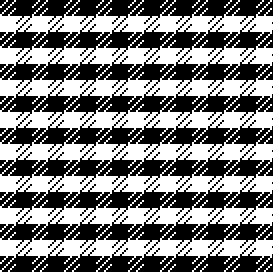
Pepitamönster i svart och vitt.

Pepitarutor, pepita, är ett tvåfärgat finrutigt mönster utförd som kypert eller tuskaft med 4:4-varp. Färgerna är vanligen svart och vitt. Mönstret är uppkallat efter den spanska balettdansösen Pepita de Oliva (1830–1871).